# Alfred Bellinger
Alfred Raymond Bellinger (Durham, 1893 – 1978) è stato un archeologo e numismatico statunitense.
Ha insegnato alla Yale University e ha preso parte agli scavi di Dura Europo. Di questa località ha pubblicato nel 1949 le monete: Dura final report, VI, The coins.

## Pubblicazioni
- The Coinage of the Western Seleucid Mints from Seleucus I to Antiochus III (con Edward Theodore Newell) nella collana: Numismatic Studies no. 4. New York: American Numismatic Society, 1941.
- The end of the Seleucids, 1949.
- Troy, the coins, 1961.
- Catalogue of Byzantine Coins in the Dumbarton and in Whittemore Collection (con Philip Grierson), Washington, 1966-1973.